# Antoine Larroque-Labécède
Antoine Larroque-Labécède est un homme politique français de la Révolution, député du Tarn entre 1791 et 1792.

## Biographie

### Premiers pas politiques
Né à une date inconnue, et habitant de Puycelsi, Antoine Larroque-Labécède n'est connu qu'à partir de la Révolution française. Le 26 mars 1790, il est élu parmi les 36 administrateurs du département du Tarn. 
Le 4 août, après une réunion dirigée par monsieur Dor de Lastours, Bosviel de Lagoutine est élu au Directoire départemental. Néanmoins, il démissionné quelques jours après, et Larroque-Labécède est désigné pour lui succéder. Dans le même temps, il devient membre du conseil du district de Gaillac.

### Député du Tarn
Finalement, un an plus tard, le 31 août 1971, il est élu neuvième député du Tarn sur dix, à l'Assemblée législative, par 153 voix sur 276 votants.

Lors de la séance du 4 juin 1792, il est dénoncé par Chabot, en même temps les autres députés du Tarn, pour avoir publié un manifeste s'opposant à l'Assemblée.

« Que nous importe d'avoir à gémir sous le sceptre doré d'un despote fier de l'antiquité de sa race, ou sous la verge de fer de 750 tyrans sans expérience et enivrés de leur élévation subite et passagère? Nous disons plus, c'est que si le mauvais génie de la France nous réduit à choisir entre la tyrannie d'un seul ou de plusieurs, le système est résolu en faveur de la royauté. [...] 
Ne dirait-on pas que nous sommes revenus aux jours des miracles du diacre Pâris, quand on voit des Jacobins et des Feuillants former des partis dans une assemblée qui a de si grands intérêts à traiter? »

— Manifeste des députés Tarnais
Antoine Larroque-Labécède ne prend lui-même la parole qu'une unique fois, afin de demander l'affectation de plus de fonds pour la construction et réparation des routes, avec résultat du moins puisqu'un décret voté à la suite de sa prise de parole alloue 1,2 million de francs à cette cause. Le 5 septembre 1792, il est remplacé à son poste au district de Gaillac. Son mandat de député se termine le 20 septembre. 

### Fin de carrière
À la fin de son mandat, il conserve quelque temps des activités politiques, puisqu'en 1793, on le retrouve responsable de la répression contre les prêtres réfractaires dans le district de Gaillac. Le 13 frimaire (3 décembre) 1793, il fouille la forêt de Grésigne avec la Garde Nationale. Quelques jours après, il obtient la soumission de l'ancien curé de Puycelsi, Bouissou, qu'il conduit en prison à Castres.
Après cela, il devient président de la Société populaire de Puycelsi, et par arrêté départemental du 15 juin 1794, gardien de la forêt de Grésigne. Néanmoins, cette nomination rend compliquée l'administration de la forêt, puisque les agents de la Maîtrise des Eaux et Forêts sont chargés des mêmes tâches que lui depuis l'Ancien Régime. De plus, il ne s'entend que très mal avec ces agents, anciennement fidèles à la Monarchie.
Il meurt finalement à une date inconnue.

## Sources